# Webb Pierce
Webb Pierce (ur. 8 sierpnia 1921, zm. 24 lutego 1991) – amerykański piosenkarz country.

## Życiorys
Webb Pierce urodził się 8 sierpnia 1921 roku. Jego ojciec zmarł, gdy miał trzy miesiące. Po jego śmierci jego matka wyszła ponownie za mąż. Mając 15 lat, dostał swoją cotygodniową audycję radiową na KMLB. Podczas II wojny światowej służył armii. W 1942 roku poślubił Betty Jane Lewis i przeniósł się do Shreveport, gdzie w 1945 roku znalazł zatrudnienie w sklepie Sears Roebuck. Wkrótce został członkiem programu radiowego The Louisiana Hayride. W 1950 roku rozwiódł się z żoną i rozpoczął karierę solową. W listopadzie 1952 roku ożenił się powtórnie z Audrey Grishama i przeniósł się do audycji radiowej Grand Ole Opry. Zmarł 24 lutego 1991 roku na raka trzustki. Został uhonorowany gwiazdą na Hollywoodzkiej Alei Gwiazd.